# Moosburgo (Bade-Vurtemberga)
Moosburgo (em alemão:  Moosburg) é um município da Alemanha, no distrito de Biberach, na região administrativa de Tubinga, estado de Baden-Württemberg.